# 格拉夫顿街

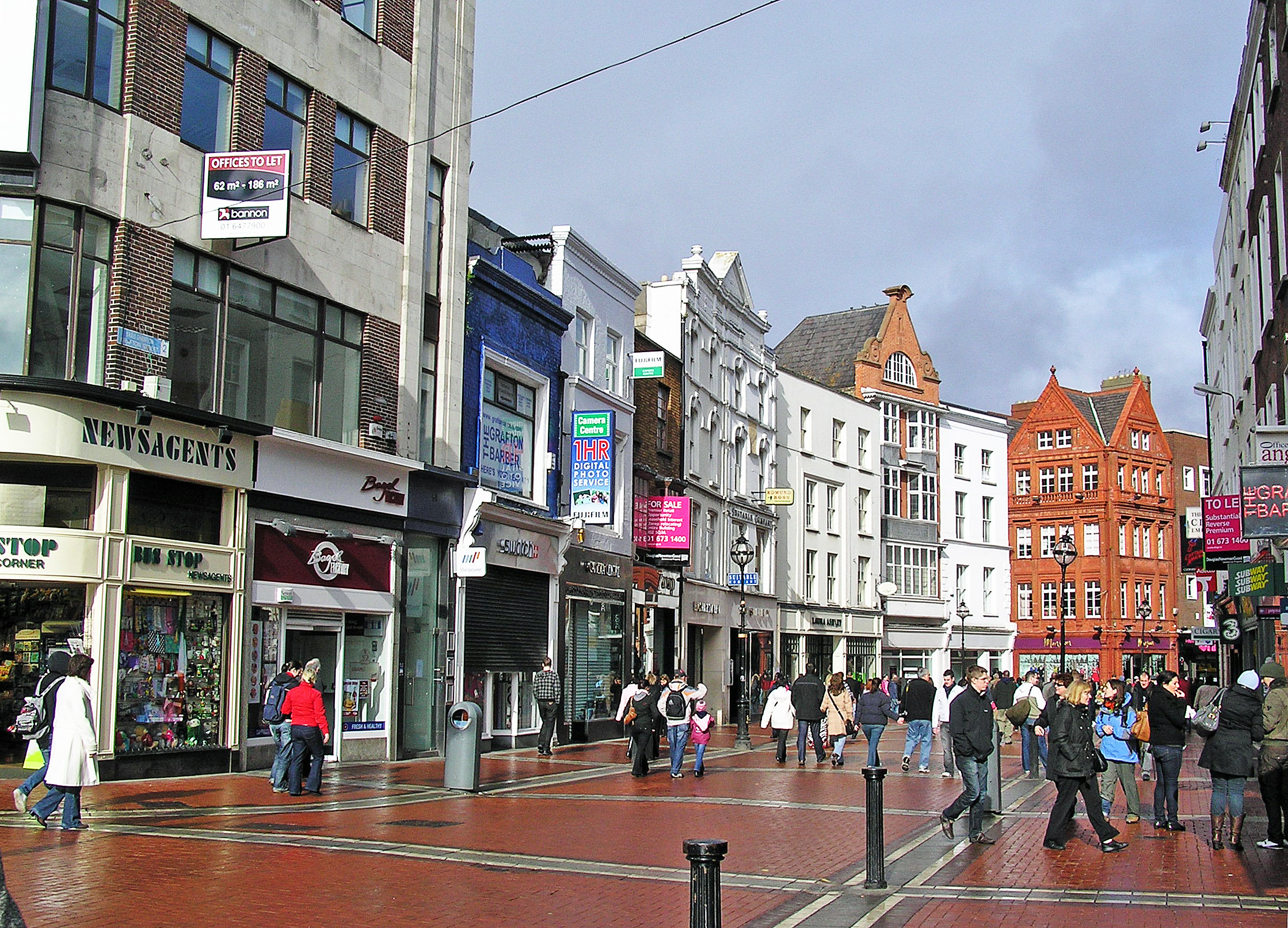
格拉夫顿街

格拉夫顿街（英语：Grafton Street，爱尔兰语：Sráid Grafton）是都柏林市中心的两条主要购物街之一，另一条是亨利街。格拉夫顿街南起圣斯蒂芬绿地，北到学院绿地。2008年，格拉夫顿街是世界上第五昂贵的主要购物街，€5,621/m²/年。
这条街得名于英王查理二世的私生子第一任格拉夫顿公爵亨利·斐茲洛伊。跨越利菲河的奥康内尔桥建成后，格拉夫顿街从一个时髦的住宅区街道上变成一条繁忙的交通干道。
20世纪80年代以来，这条街大部成为行人专用区。